# 格朗德里维耶尔 (汝拉省)
格朗德里维耶尔（法語：Grande-Rivière，發音：[ɡʁɑ̃d ʁivjɛʁ]，意为“大河”）是法国汝拉省圣克洛德区的一个旧市镇，位于该省南部。2019年1月1日，格朗德里维耶尔与市镇普雷堡合并为新市镇格朗德里维耶尔堡，并成为了格朗德里维耶尔堡的委派市镇与政府驻地。

## 地理
格朗德里维耶尔（46°32'27"N, 5°54'47"E）面积30.59 平方千米，位于法国勃艮第-弗朗什-孔泰大區汝拉省，该省份为法国东部内陆省份，北起上索恩省，西北接科多尔省，西临索恩-卢瓦尔省，南至安省，东与杜省和瑞士接壤。
与格朗德里维耶尔接壤的市镇（或旧市镇、城区）包括：莫尔比耶、普雷堡、楠谢、圣洛朗昂格朗沃、圣莫里斯-克里亚、圣皮埃尔、上比耶讷、莱扎、普雷诺韦勒。
格朗德里维耶尔的时区为UTC+01:00、UTC+02:00（夏令时）。

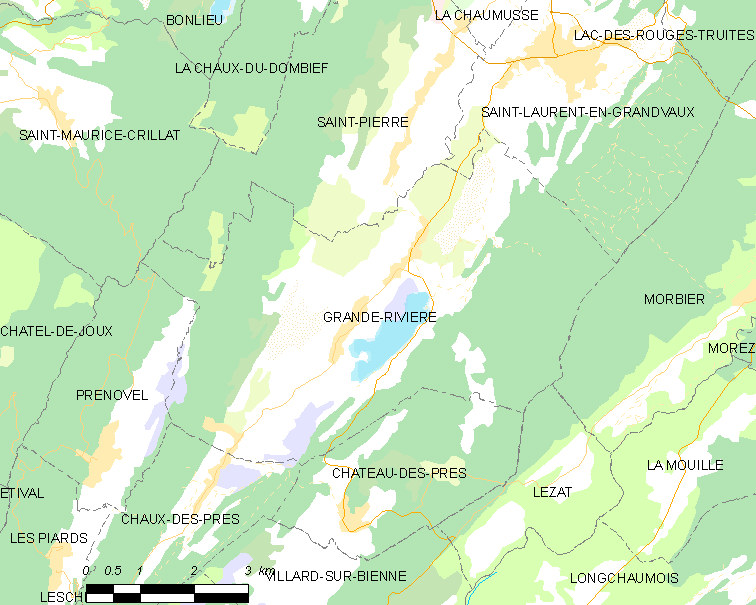
格朗德里维耶尔的OSM定位图

## 行政
格朗德里维耶尔的邮政编码为39150，INSEE市镇编码为39258。

## 政治
格朗德里维耶尔所属的省级选区为圣洛朗昂格朗沃县。

## 人口

1962-2008年间格朗德里维耶尔人口变化图示

格朗德里维耶尔于2018年1月1日时的人口数量为419人。